# Seine-Klasse (1720)
Die Seine-Klasse war eine Klasse von zwei Hilfsschiffen der französischen Marine, die von 1720 bis 1757 in Dienst stand.

## Geschichte
Die französische Marine unterhielt zur Unterstützung ihrer Kampfschiffe eine Reihe von Hilfs- bzw. Transportschiffen verschiedener Typen, welche als Flûte und Gabarres bezeichnet wurden. Dies wurde notwendig, da man, anders als bei der britischen Marine, nicht im selben Umfang auf zivilen Transportraum zugreifen konnte. So verfügte die französische Marine nach Ende des Spanischen Erbfolgekrieges (1701–1715) nur noch über drei Flûtes, die in einem schlechten Erhaltungszustand waren. Zur Verstärkung der Flotte wurden daher bis 1720 sieben neue Einheiten bestellt.
Die im Juli 1718 bestellten zwei Einheiten der Klasse wurde von dem Schiffbauer René Levasseur im Marinearsenal von Toulon zwischen 1718 und 1720 gebaut. Schwesterklassen waren die Portefaix-Klasse (2 Einheiten, 650 Tonnen, 44 Kanonen), Chameau-Klasse (2 Einheiten, 600 Tonnen, 48 Kanonen) und das Einzelschiff Sarcelle (300 Tonnen, 10 Kanonen).

## Einheiten
| Name  | Bauwerft          | Bestellung   | Kiellegung   | Stapellauf   | Indienststellung | Verbleib                                                   |
| ----- | ----------------- | ------------ | ------------ | ------------ | ---------------- | ---------------------------------------------------------- |
| Seine | Arsenal de Toulon | 4. Juli 1718 | Oktober 1718 | 22. Mai 1719 | 22. Mai 1720     | Verwendung als Hulk ab 1757 in Rochefort, 1774 abgebrochen |
| Loire | Arsenal de Toulon | 4. Juli 1718 | Oktober 1718 | 22. Mai 1719 | 11. Juli 1720    | Im Juli 1758 durch die Royal Navy im Mittelmeer gekapert   |

## Technische Beschreibung
Die Klasse war als Batterieschiff mit zwei durchgehenden Geschützdecks konzipiert und hatte eine Länge von 39,63 Metern (Geschützdeck), eine Breite von 10,39 Metern und einen Tiefgang von 5,04 Metern bei einer Vermessung 650 tons (bm) bzw. Verdrängung von 1100 Tonnen. Sie waren Rahsegler mit drei Masten (Fockmast, Großmast und Kreuzmast). Die Beplankung war kraweel ausgeführt, das heißt, die Enden der Planken stießen stumpf aufeinander, so dass eine glatte Außenfläche entstand.
Die Bewaffnung bestand aus bis zu 50 Kanonen, welche sich im Frieden auf 30 Kanonen verringerte.
|        | Unteres Batteriedeck | Oberes Batteriedeck | Backdeck | Achterdeck    | Kanonen (Geschossgewicht) |
| ------ | -------------------- | ------------------- | -------- | ------------- | ------------------------- |
| Design | 22 × 12-Pfünder      | 24 × 8-Pfünder      | –        | 4 × 4-Pfünder | 50 Kanonen (115,52 kg)    |

## Besatzung
Bei Indienststellung hatte die Besatzung im Frieden eine Stärke von 90 Mann, die sich im Kriegsfall auf 150 Mann vergrößerte (Offiziere und Unteroffiziere bzw. Mannschaften). Ab 1734 bestand die Friedensstärke aus 90 Mann und die Kriegsstärke aus 250 Mann.